# Grenze zwischen Mali und Senegal

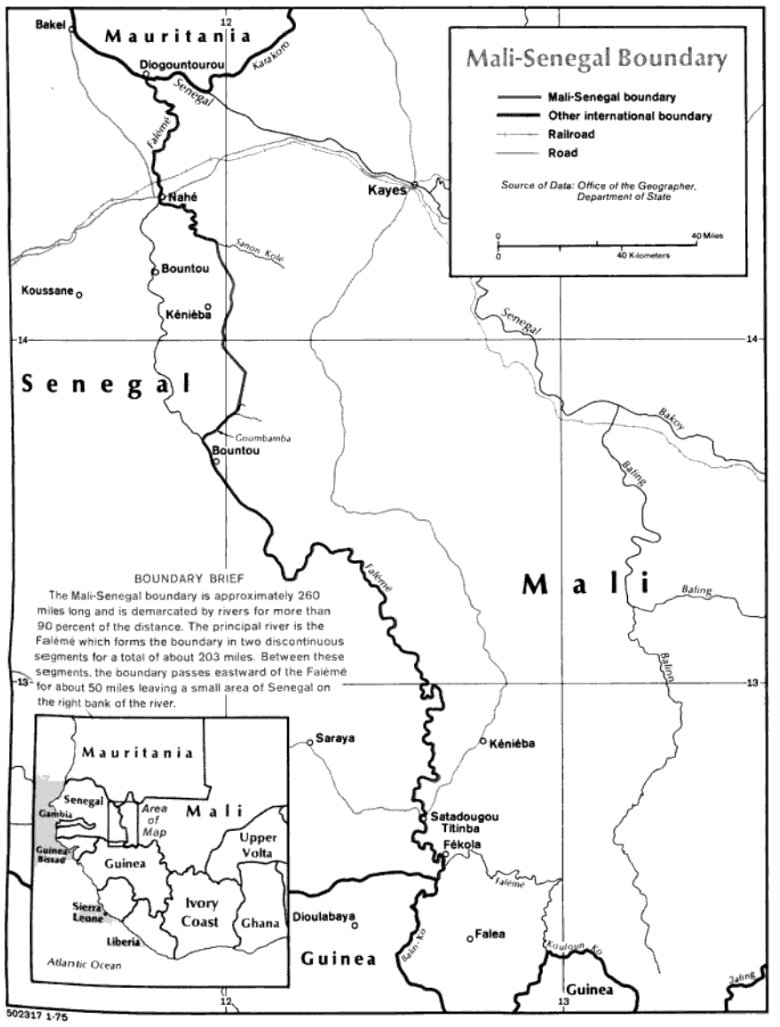
Karte des Grenzverlaufs

Die Grenze zwischen Mali und Senegal trennt als internationale Landgrenze diese beiden Staaten. Die Länge der Grenze wird mit 489 km angegeben. Sie verläuft in der Sahelzone vom Dreiländereck mit Mauretanien zum Dreiländereck mit Guinea und folgt weitgehend dem Flusslauf des Falémé. Für Mali ist es von allen Nachbarstaaten der kürzeste Grenzabschnitt.

## Geschichte
Frankreich, das die senegalesischen Küstengebiete schon seit dem 17. Jahrhundert zu kolonialisieren begonnen hatte, besetzte die Kolonie Obersenegal und Niger im Jahr 1900. Der Grenzverlauf zwischen Senegal und Französisch-Sudan (dem heutigen Mali) wurde erstmals 1895 festgelegt. 1960 wurden beide Gebiete in der Mali-Föderation unabhängig, die aber bereits nach wenigen Wochen zerbrach und Senegal und Mali als unabhängige Staaten zurückließ.

## Grenzverlauf

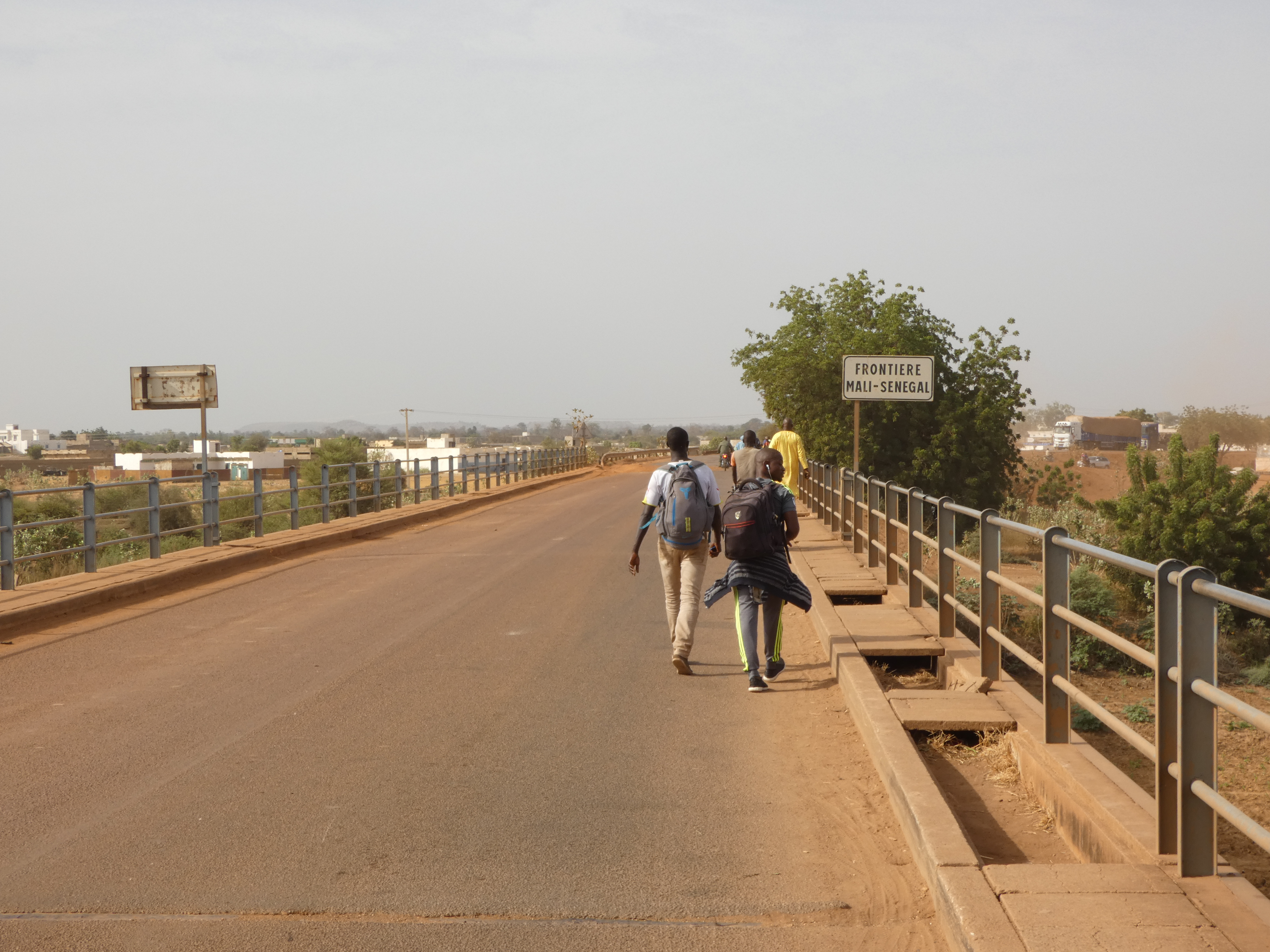
Grenzbrücke in Kidira (2017; Blick von malischer Seite aus)

Die Grenze nimmt im Norden am Dreiländereck mit Mauretanien (14°45'36"N, 12°14'24"W) an der Mündung des Flusses Falémé in den Senegal-Fluss ihren Ausgang, folgt diesem zunächst und verläuft weiter westlich des Flusses, den sie später wieder erreicht und weiter bis zum schon im Balinko-Fluss gelegenen Dreiländereck mit Guinea (12°24'36"N, 11°22'48"W) folgt.

## Orte an der Grenze

### Mali
- Fégui
- Dakassenou
- Naye
- Gourbassi
- Satadougou
- Diboli
- Kéniéba

### Senegal
- Aroundou
- Kidira
- Sereto Saboussire
- Sonkounkou